# بون جوفي
بون جوفي (بالإنجليزية: Bon Jovi) هي فرقة روك إن رول أمريكية من ولاية نيوجيرسي، تأسست عام 1983 وباعت أكثر من 100 مليون ألبوم حتى الآن، تم تسمية الفرقة بهذا الاسم اقتباساً من اسم مغني الفرقة جون بون جوفي
وأحيت حفلات في مدن كبيرة في آسيا، أوروبا، أستراليا، كندا، وأمريكا الجنوبية، بالإضافة إلى الولايات المتحدة.

## أعضاء الفرقة
|              |               |            |              |
| جون بون جوفي | ريتشي سامبورا | تيكو توريز | ديفيد برايان |

## ألبومات الفرقة
- Bon Jovi (عام 1984)
- 7800 Fahrenheit (عام 1985)
- Slippery when wet (عام 1986)
- New Jersey (عام 1988)
- Keep the faith (عام 1992)
- These days (عام 1995)
- Crush (عام 2000)
- Bounce (عام 2002)
- Have a nice day (عام 2005)
- Lost Highway (عام 2007)
- The Circle (عام 2009)
- What About Now (عام 2013)

## وصلات خارجية
- بون جوفي على موقع IMDb (الإنجليزية)
- بون جوفي على موقع ميتاكريتيك (الإنجليزية)
- بون جوفي على موقع ميوزك برينز (الإنجليزية)
- بون جوفي على موقع رولينغ ستون (الإنجليزية)
- بون جوفي على موقع تيرنر كلاسيك موفيز (الإنجليزية)
- بون جوفي على موقع أول ميوزيك (الإنجليزية)
- بون جوفي على موقع ديسكوغز (الإنجليزية)
- بون جوفي على موقع كينوبويسك (الروسية)
- الموقع الرسمي (بالإنجليزية)